# アンドレイ・ムスチスラヴィチ (チェルニゴフ公)
アンドレイ・ムスチスラヴィチ（ロシア語: Андрей Мстиславич、? - 1245年）は、チェルニゴフ・オレグ家(ru)出身のクニャージ（公）である。プラノ・カルピニの記述においてはサルヴォグル公と記されており、サルヴォグル公とはおそらくチェルニゴフ公とみなされている。

## 生涯
ニコライ・カラムジンは、アンドレイの父は1223年にカルカ河畔の戦いで死亡したチェルニゴフ公ムスチスラフ・スヴャトスラヴィチであるという説を唱えた。あるいは、1239年にモンゴル帝国軍に対して戦ったチェルニゴフ公ムスチスラフ・グレボヴィチの子という説や、1241年にモンゴル帝国軍に殺されたルィリスク公ムスチスラフ・スヴャトスラヴィチの子という説もある。
公位に関しては、チェルニゴフ・オレグ家の諸公は、12世紀末からはチェルニゴフ公国のみならず、ノヴゴロド・セヴェルスキー公国の一部（ポセミエを除く）をも領有しており、アンドレイはその死の時点ではノヴゴロド・セヴェルスキー公だったのではないかという推測もなされている。
プラノ・カルピニの記述によれば、アンドレイはタタールの馬を盗んで売り払ったという嫌疑をかけられて殺害された。子孫については不明である。妻の名は知られていないが、アンドレイの死後に、アンドレイの12歳の弟と共に、バトゥの元へアンドレイ領の安堵の嘆願に向かったところ、モンゴルのしきたりに準じたアンドレイの弟との再婚を強制されている。